# Оружје за масовно уништење
Оружје за масовно уништење је нуклеарна, радиолошка, хемијска, биолошка или друга врста оружјa које може да убије и да нанесе значајне штете великом броју људи или проузроковати велику штету стамбеним објектима (нпр. зграде), природним структурама (нпр. планине), или биосфера. Термин оружје за масовно уништење оригинално је настао у вези са бомбардовањем хемијским експлозивима, од Другог светског рата дошло је до пораста наоружања другим технологијама, као што су хемијске, биолошке, радиолошке или нуклеарне.

## Рана употреба термина
Прва употреба оружја за масовно уништење везује се за 1937. годину и ваздушно бомбардовања на Гернику, Шпанија.
Јапан спровео истраживања о биолошком и хемијском оружју и која су видела широку употребу у Првом светском рату. Она су накнадно била забрањена Женевским протоколом из 1925. Италија је користила мастард агенсе против цивила и војних снага у Етиопији током 1935–36.
Након атомских бомбардовања Хирошиме и Нагасакија и окончања Другог светског рата и током Хладног рата, термин се односи више на конвенционална оружја. Термин је такође коришћен у уводу документа изузетно утицајне америчке владе познат као НСЦ 68 написаном 1950.

## Еволуција употребе термина
Током Хладног рата, израз оружја за масовно уништење првенствено се односи на нуклеарно оружје. У то време, на Западу тај термин означава стратешко оружје и коришћен је да означи амерички нуклеарни арсенал, који је представљен као неопходно средсво застрашивања против нуклеарног или конвенционалног напада Совјетског Савеза под осигурано узајамно уништење.
Након операције Опера, разарања преоперативног нуклеарног реактора унутар Ирака од стране израелских ваздухопловних знага, израелски премијер Менахем Бегин, узвратио је критике рекавши да нипошто нећемо дозволити непријатељу да развије оружје за масовно уништење против народа Израела. Ова политика превентивног деловања против стварног или претпостављеног оружја за масовно уништење је постао познат као Бегин доктрина.
Израз оружје за масовно уништење наставио је да види периодичне употребе, обично у контексту контроле нуклеарног оружја. Роналд Реган га је користио током Самита у Рејкавику 1986, када се односи на Споразум о свемиру из 1967. године. Реганов наследник, Џорџ Буш, користи је термин у 1989. говору у УН, пре свега у односу на хемијска оружја.
Након краја Хладног рата, САД престају да се ослањају на нуклеарно оружје као меру одвраћања и пребацују фоку на нукларном разоружавању. Са ирачком инвазијом на Кувајт 1991, програми нуклеарног, биолошког и хемијског оружја постали су посебна брига прве Бушове администрације.
Након рата, Бил Клинтон и други западни политичари и медији су наставили да користе термин, обично у вези са текућим настојањима да разоружају Ирачки програм оружја за масовно уништење. После напада 11. септембра 2001. и антраксом у САД 2001. године, у многим земљама се повећао страх од неконвенционалног оружја и асиметричног рата. Страх је довео до пораста у нуклеарног разоружавања.

## Дефиниција термина

### САД
Најчешће коришћена дефиниција "оружја за масовно уништење" је нуклеарно, биолошко или хемијско оружје, иако не постоји уговор или обичајно међународно право које садржи ауторитативну дефиницију. Уместо тога, међународно право је кориштено у погледу ВМД-а, а не ВМД-а у целини. Док се нуклеарно, хемијско и биолошко оружје (НБХ) сматрају три главне врсте оружја за малу масу, неки аналитичари тврде да би радиолошки материјали, као и ракетне технологије и системи испоруке, као и авионске и балистичке ракете могли бити означени као оружје за масовно уништење. Скраћенице НБХ (нуклеарне, биолошке и хемијске) или ЦБР (хемијске, биолошке, радиолошке) користе се у погледу система за заштиту бојних поља за оклопна возила, јер сва три укључују подмукле токсине са системима филтрације ваздуха возила. Међутим, постоји и радиолошко оружје, хемијске и "прљаве бомбе", које имају ограничен деструктивни потенцијал, док нуклеарна и биолошко оружје има јединствену способност да убије велики број људи у малој групи људи.
НБХ дефиниција је исто тако кориштена у званичним америчким документима, председника САД, Централне обавештајне агенције, Министарства одбране САД, и Уреда за одговорност владе.

## Војна дефиниција
За општу сврху националне одбране Бела књига одбране дефинише оружје за масовно уништења као: телесна повреда значајног броја људи због ослобађања, ширења или утицаја токсичне или токсичне хемикалије или њихове претходнике болести зрачење или радиоактивности.
У циљу спречавања пролиферације оружја, оружје за масовно уништење се дефинише као "хемијско, биолошко и нуклеарно оружје и хемијске, биолошке и нуклеарне материјале који се користе у производњи таквог оружја"

## Кривичноправна дефиниција
За потребе кривичног права у вези са тероризмом у САД, оружје за масовно уништење дефинисано је као:
- било који "експлозивни уређај" дефинисан као било која експлозивна, запаљива или отровна гасна бомба, граната, ракета са пуњењем више од
- четири унце, ракете са експлозивним или запаљивим набојем више од четвртине унце, руде или уређаја слично било који од уређаја описаних у претходним клаузулама.
- телесне повреде путем ослобађања, ширења или удара токсичних или отровних хемикалија
- било које оружје које укључује биолошки агенс, токсин
- било које оружје које је осмишљено да ослободи радијацију или радиоактивност на нивоу који је опасан за људски живот

### Дефиниције и порекло
- "WMD: Words of mass dissemination" (12 February 2003), BBC News.
- Bentley, Michelle (јануар 2013). „War and/Of Words: Constructing WMD in US Foreign Policy”. Security Studies. 22: 68—97. doi:10.1080/09636412.2013.757164.
- Michael Evans, "What makes a weapon one of mass destruction?" (6 February 2004), The Times.
- Bruce Schneier, "Definition of 'Weapon of Mass Destruction'" (6 April 2009), Schneier on Security.
- Stefano Felician, Le armi di distruzione di massa, CEMISS, Roma, 2010,
- George Moraetes, "'Nuclear Power Plant Cybersecurity'" (30 December 2014), Pulse on LinkedIn – Featured in Oil & Energy.

### Међнародно право
- United Nations Security Council Resolution 1540
- David P. Fidler, "Weapons of Mass Destruction and International Law" (February 2003), American Society of International Law.
- Joanne Mariner, "FindLaw Forum: Weapons of mass destruction and international law's principle that civilians cannot be targeted" (20 November 2001), CNN.

### Медији
- „Media Coverage of Weapons of Mass Destruction” (PDF). Архивирано из оригинала (PDF) 17. 2. 2006. г. Приступљено 23. 4. 2018., by Susan D. Moeller, Center for International and Security Studies at Maryland, 2004.
- Lewandowsky, S.; Stritzke, W. G.; Oberauer, K.; Morales, M. (2005). „Memory for fact, fiction, and misinformation: The Iraq War 2003”. Psychological Science. 16 (3): 190—195. PMID 15733198. doi:10.1111/j.0956-7976.2005.00802.x.

### Етика
- Jacob M. Appel, "Is All Fair in Biological Warfare?", Journal of Medical Ethics, June 2009.

### Јавна перцепција
- Steven Kull et al.,. „Americans on WMD Proliferation” (PDF). Архивирано из оригинала (PDF) 11. 06. 2016. г. (15 April 2004), Program on International Policy Attitudes/Knowledge Networks survey.